# 蘇納海
蘇納海（？—1666年），他塔喇氏，諡襄愍，滿洲正白旗人，清朝初期大臣。

## 生平
早年擔任王府護衛。順治三年，任內翰林弘文院學士。順治七年，任騎都尉，兼雲騎尉。順治九年，任太宗文皇帝實錄副總裁。順治十年，任吏部右侍郎，順治十二年，任鑲紅旗滿洲副都統。順治十四年，任內翰林國史院學士、經筵講官。順治十五年，任中和殿學士。順治十六年，任太子少保。順治十七年，任工部尚書、兵部尚書。順治十八年，任內國史院大學士。康熙二年，兼任戶部尚書；后因不依附鼇拜而與直隸山東河南總督朱昌祚，直隸保定巡撫王登聯一同被矯詔論死。康熙八年，昭雪恢復官職，并贈太子少保。

## 家庭
- 祖父為岱圖庫哈理。
- 父親為拖博。
- 有子瓦爾達。
- 家族后代有乾隆四年（1739年）己未科殿进士舒瞻。